# بتسی اسنته
بتسی اسنته (انگلیسی: Betsy Snite; ۲۰ دسامبر ۱۹۳۸ – ۱۵ ژوئن ۱۹۸۴) اسکی‌باز آلپاین اهل ایالات متحده آمریکا بود.